# Sénéqérim-Hovhannès de Vaspourakan
Sénéqérim-Hovhannès Arçrouni († 1026) est un roi arménien de Vaspourakan de 1003 à 1021.

## Biographie
Sénéqérim-Hovhannès est le troisième fils de Abousahl-Hamazasp, roi de Vaspourakan, et de Gaday.
En 972, à la mort de son père, il partage les domaines paternels avec ses frères. Son frère aîné Achot-Sahak devient roi et conserve l'autorité sur ses cadets, tandis que Gourgen-Khatchik devient prince d'Andzévatsik et Sénéqérim-Hovhannès prince de Rštunik.
Peu après, il participe avec son frère Gourgen-Khatchik à la démonstration de force des principaux princes et rois arméniens au lac de Van. Cette opération est destinée à montrer à l'empereur Jean Ier Tzimiskès que l'Arménie ne se laissera pas aisément envahir par Byzance, et effecivement l'empereur écourte sa visite.
En 1002, l'empereur Basile II prend possession du Tayk que lui a légué le dernier prince et en profite pour exiger l'allégeance des rois arméniens. Gourgen-Khatchik et Sénéqérim-Hovhannès ne peuvent refuser, au contraire du roi Gagik Ier d'Ani qui se retire prudemment dans les montagnes.

Royaume de Vaspourakan, 908-1021.

Il succède à son frère Gourgen-Khatchik en 1003, en écartant ses neveux du trône. La protection de l'Empire byzantin assure à son royaume une période de paix d'une quinzaine d'années. Vers 1018, de nouveaux envahisseurs turcs apparaissent, les Daylémites. Le prince David Arçrouni, fils du roi, mène une armée pour les combattre, mais échappe de peu au désastre. Après une seconde invasion, Sénéqérim-Hovhannès décide de céder son royaume à l'empereur Basile II, en échange du thème de Sébaste en 1021. Il y meurt cinq ans plus tard.

## Descendance
Marié à Kouschkousch, fille du roi bagratide Gagik Ier d'Ani et de Katramide de Siwnik, il a eu :
- David († 1037), prince de Sébaste, père d'une fille mariée au roi Gagik II d'Ani ;
- Atom I, prince de Sébaste, assassiné en 1080 par les Byzantins ;
- Abousahl, assassiné en 1080 ;
- Constantin, assassiné en 1080 ;
- Vest ;
- Mariam, mariée à Georges Ier, roi de Géorgie ;
- .(Joana?).., qui fut abductée par son futur mari quand, c. 1025, a été installée dans le Monastère de Castro de Avelãs, en Bragance, en une pèlerinage qu'elle faisait à Santiago de Compostela[1], mariée c. 1025 à Dom Mendo Alaniz, qui, selon le Livro Velho, était clerc, très probablement dans le Monastère de São Salvador do Crasto de Avelãs, et avait fillé une princesse Arménie quand elle avait été installée dans le dit Monastère, quand elle fut dans une pèlerinage a Santiago de Compostela[2] et eu de postérité[3]